# Кайвакса
Кайвакса — деревня в Борском сельском поселении Тихвинского района Ленинградской области.

## История
Деревня Кайвакса упоминается на карте Новгородского наместничества 1792 года А. М. Вильбрехта.

КАЙВАКСА — деревня Кайвакского общества, прихода Тихвинского Введенского монастыря.

Крестьянских дворов — 44. Строений — 86, в том числе жилых — 66.

Число жителей по семейным спискам 1879 г.: 126 м. п., 121 ж. п.; по приходским сведениям 1879 г.: 115 м. п., 118 ж. п.

В конце XIX века деревня относилась к Новинской волости 2-го стана, в начале XX века — к Новинской волости 1-го земского участка 1-го стана Тихвинского уезда Новгородской губернии.

КАЙВАКСА — деревня Кайвакского общества, дворов — 60, жилых домов — 94, число жителей: 144 м. п., 199 ж. п.
 
Занятия жителей — земледелие, лесные заработки. Земский тракт. Ручей Ветхуй. Часовня, церковно-приходская школа, хлебозапасный магазин, 5 экипажных мастерских, мелочная лавка. (1910 год)

С 1917 по 1918 год деревня Кайвакса входила в состав Новинской волости Тихвинского уезда Новгородской губернии. 
С 1918 года в составе Череповецкой губернии.
С 1924 года в составе Пригородной волости.
С 1927 года в составе Шомушского сельсовета Тихвинского района.
В 1928 году население деревни Кайвакса составляло 396 человек.

Деревня Кайвакса на карте 1932 года

Согласно карте Ленинградской области Северо-западного аэрогеодезического треста ГГУ издания 1932 года деревня насчитывала 42 крестьянских двора.
По данным 1933 года деревня Кайвакса являлась административным центром Шомушского сельсовета, в который входили 6 населённых пунктов: деревни: Бор, Владычно, Кайвакса, Маклаково, Рязаново, Шомушка, общей численностью населения 912 человек.
В 1950 году население деревни Кайвакса составляло 105 человек.
По данным 1966 и 1973 годов деревня Кайвакса входила в состав Шомушского сельсовета.
По данным 1990 года деревня Кайвакса входила в состав Борского сельсовета.
В 1997 году в деревне Кайвакса Борской волости проживали 155 человек, в 2002 году — 151 человек (русские — 93 %).
В 2007 году в деревне Кайвакса Борского СП проживали 187 человек, в 2010 году — 157, в 2012 году — 215, в 2025 году — 171 человек.

## География
Деревня расположена в центральной части района на автодороге 41К-021 (Паша — Часовенское — Кайвакса) в месте её примыкания к автодороге 41А-009 (Лодейное Поле — Тихвин — Чудово).
Расстояние до административного центра поселения — 5 км.
Расстояние до ближайшей железнодорожной станции Тихвин — 10 км.
Через деревню протекает ручей Вехтуй.

## Демография
| 1879 | 1910 | 1928 | 1950 | 1997 | 2002 | 2007 |
| ---- | ---- | ---- | ---- | ---- | ---- | ---- |
| 247  | ↗343 | ↗396 | ↘105 | ↗155 | ↘151 | ↗187 |
| 2010 | 2017 |      |      |      |      |      |
| ↘157 | ↗186 |      |      |      |      |      |

### Национальный состав
Согласно данным Всероссийской переписи населения 2021 года в деревне проживали 184 человека, из них:
 русские — 182, узбеки — 2 человека.